# Earth 2140
Earth 2140 – komputerowa strategiczna gra czasu rzeczywistego wyprodukowana w 1998 roku przez polskie studio Reality Pump Studios i wydana w 1998 roku przez TopWare Interactive. Wydane zostały jej dwie kontynuacje: Earth 2150 oraz Earth 2160.
Wyniki sprzedaży krótko po premierze to 300 tysięcy egzemplarzy globalnie, z czego 150 tysięcy w Niemczech i 15 tysięcy w Polsce. Wobec braku reklamy gra nie uzyskała większego rozgłosu zarówno w Europie, jak i w Stanach Zjednoczonych. Jednak na przestrzeni lat sprzedano około 2 milionów egzemplarzy gry na całym świecie. Grę sprzedawano na całym świecie (japoński wydawca wysłał nawet delegację swoich pracowników do Polski celem lokalizacji gry).
Tytuł Earth 2140 początkowo był jedynie spontanicznie wymyśloną nazwą dla folderu z pomysłami na grę, jednak niewiedzący o tym fakcie niemiecki wydawca zarejestrował ten znak towarowy przed zobaczeniem końcowego produktu